# ميلا (اسم)
اسم ميلا هو أحد الاسماء المأخوذة للغة والعربية من أصول لغوي اسباني، يعرف بمعناه انه مأخوذ من كلمة اسبانية تعني المعجزة (ميلاغروس )، وفي اللغة العربية مشتق كلمة ميلاء (أي الشجرة الكبيرة ذات الأفرع المائلة). ومعناه بشكل عام أجمل الفتيات، وله معنى روسي أيضا وهو القريب إلى القلب أو العزيز.

## في الشعر
في قصيدة الشاعر خليل مردم بك “ يذكر اسم ميلا إلى مسرح الآرام والعفر”، والتي تقول:

ميلا إلى مسرحِ الآرام والعفرِ  ***  ولا تلوما فوجداً عيلَ مصطبري

إنْ لم تكونا حليفي صبوةٍ وَهوى *** كونا من الصخرِ أو من يابسِ الحجر

## أعلام
يحمل عدد من الاعلام المعروفين اسم ميلا منهم:
- ميلا كونيس: ممثلة ومؤدية صوت أمريكية
- ميلا جوفوفيتش: ممثلةٌ وعارضةُ أزياء أمريكية من أصولٍ أوكرانيةٍ
- ميلا الزهراني: ممثلةٌ وعارضةُ أزياء سعودية، ولدت في الرياض عام 1997
- ميلا ميسون: مغنيةٌ أمريكيةٌ اشتهرت بغنائها للنمط الموسيقي الريفي
- ميلا نيكولوفا: عالمة رياضيات من أصولٍ بلغاريةٍ، تخصصت في مجال الرياضيات التطبيقية
- ميلا غوجساليك: طلةٌ شعبيةٌ كرواتيةٌ توفيت عام 1530، وتنحدر من سلالة الملك الكرواتي غويسلاف